# نمایش عجیب‌الخلقه‌ها
نمایش عجیب‌الخلقه‌ها (انگلیسی: Freak show) به نمایشی گفته می‌شود که در آن انسان‌ها یا حیوانات با ویژگی‌های جسمی غیرعادی و نادر به نمایش گذاشته می‌شدند. این ویژگی‌های غیرعادی می‌تواند شامل اندازه غیرمعمول بدن (بسیار بزرگ یا کوچک)، بیماری‌های نادر، یا توانایی‌های خارق‌العاده باشد. در این نمایشگاه‌ها گاهی افرادی با خالکوبی یا پیرسینگ‌های بسیار زیاد و همچنین کسانی که کارهای عجیب و خطرناکی مثل آتش‌خواری یا شمشیر بلعیدن انجام می‌دهند، نیز حضور داشتند.

## تاریخچه
از سده‌های میانه به بعد، افراد دارای نقص عضو یا ظاهر غیرعادی، به عنوان موضوع سرگرمی و تفریح برای عموم مردم  ، به‌ویژه در اروپا، شناخته می‌شدند. در اوایل دوران مدرن اروپا، دو برادر دوقلوی به هم چسبیده به نام لازاروس و جوانس باتیستا کولوردو در دربار چارلز یکم به نمایش گذاشته می‌شدند. لازاروس ظاهری معمولی داشت اما برادرش بدنی تکامل نیافته داشت که از سینهٔ او آویزان بود. لازاروس در مواقعی که در معرض نمایش نبود، برادرش را با شنل خود می‌پوشاند تا از توجه دیگران دور بماند.
نمایش‌های عجیب‌الخلقه‌ها علاوه بر نمایشگاه‌های رسمی، در میخانه‌ها و بازارهای محلی هم برگزار می‌شد و اغلب با نمایش استعدادهای افراد همراه بود. برای مثال، در قرن هجدهم، ماتیاس بوخینگر که بدون دست و پا به دنیا آمده بود، با اجرای نمایش‌های تردستی و موسیقی در انگلستان و ایرلند، مردم را سرگرم می‌کرد.
در قرن نوزدهم، نمایش‌های عجیب‌الخلقه‌ها به یک تجارت موفق در آمریکا و اروپا تبدیل شد و به اوج محبوبیت خود رسید.
در اواخر قرن نوزدهم و اوایل قرن بیستم، نمایش افراد عجیب‌الخلقه به اوج محبوبیت خود رسید. در این دوره (۱۸۴۰ تا ۱۹۴۰)، نمایش سازمان‌یافته و پول‌ساز افرادی با ناهنجاری‌های جسمی، ذهنی یا رفتاری رواج داشت. اگرچه برخی از این ناهنجاری‌ها واقعی نبودند و تنها ادعاهایی بودند، اما بهره‌برداری از این افراد برای کسب سود، بخشی از فرهنگ رایج آمریکا محسوب می‌شد. جذابیت این نمایش‌ها باعث گسترش آن‌ها در پارک‌های تفریحی، سیرک‌ها، موزه‌های ارزان‌قیمت و جُنگ‌ها شد. با افزایش درآمد و کوتاه شدن ساعات کاری، طبقه متوسط جامعه بزرگ‌تر شد و به دنبال تفریح و سرگرمی بود. این تغییر فرهنگی باعث شد تا مردم فعالیت‌های تفریحی را به عنوان جایگزینی ضروری و مفید برای کار در نظر بگیرند و در نتیجه نمایش‌های عجیب‌الخلقه محبوبیت بیشتری پیدا کنند.
مدیران و برگزارکنندگان این نمایش‌ها در غرب، انواع مختلفی از افراد عجیب‌الخلقه را به نمایش می‌گذاشتند. افرادی که غیرسفیدپوست به نظر می‌رسیدند یا دارای معلولیت بودند، اغلب به عنوان نژادها و فرهنگ‌های ناشناخته معرفی می‌شدند. این نژادهای «ناشناخته» و سفیدپوستان معلول به عنوان گونه‌های پیش از این کشف‌نشده از انسان تبلیغ می‌شدند تا تماشاگران را جذب کنند. به عنوان مثال، افراد مبتلا به کوچک‌سَری به عنوان «حلقه‌های گمشده داروین» یا نمونه‌های اولیه نژادهای منقرض شده معرفی می‌شدند. کوتوله‌های دچار ترشح کم هورمون رشد (که معمولاً تناسب اندام خوبی دارند) و کوتوله‌های دچار عدم رویش غضروف (که سر و اندام آن‌ها معمولاً با تنه‌شان نامتناسب است) به عنوان موجودات عجیب و غریب معرفی می‌شدند. افراد بدون دست و پا نیز به عنوان حیوان-انسان‌هایی مانند «مرد ماری» و «مرد فُکی» به نمایش گذاشته می‌شدند.
نمایش‌های عجیب‌الخلقه به چهار روش تولید و تبلیغ می‌شدند:
1. سخنرانی: یک نمایش‌دهنده یا «فرد تحصیل‌کرده»، افراد عجیب‌الخلقه را معرفی می‌کرد و داستان‌های آن‌ها را برای تماشاگران تعریف می‌کرد.
2. تبلیغات چاپی: جزوه‌های بلند، آگهی‌های بزرگ و تبلیغات روزنامه‌ای برای نمایش‌ها تهیه می‌شد.
3. طراحی نمایش: لباس‌ها، طراحی رقص، اجرا و فضای نمایش به گونه‌ای طراحی می‌شد که بر ویژگی‌های غیرعادی هر فرد تأکید کند.
4. عکس و نقاشی یادگاری: عکس‌ها و نقاشی‌هایی از نمایش تهیه می‌شد تا تماشاگران به عنوان یادگاری با خود ببرند.

این سوغاتی‌های چاپی با ضبط صدای نمایش‌دهنده، داستان‌های سخنران و گزارش‌های اغراق‌آمیز استاد دربارهٔ آنچه در نمایش دیده شده بود، همراه بودند. پزشکان نیز با استفاده از اصطلاحات پزشکی پیچیده، به این نمایش‌ها اعتبار می‌بخشیدند. فرهنگ نمایش‌های عجیب‌الخلقه باعث شد تا تفکر خاصی دربارهٔ جنسیت، نژاد، دگرباشی جنسی، قومیت و معلولیت در جامعه غرب آن زمان شکل بگیرد.
در دهه اول قرن بیستم، محبوبیت این نمایش‌ها رو به کاهش گذاشت. در اوج خود، نمایش‌های عجیب‌الخلقه جاذبه اصلی نمایشگاه‌های دوره‌گرد بودند، اما تا سال ۱۹۴۰ مخاطبان خود را از دست دادند و افراد معتبر به آن‌ها پشت کردند. در قرن نوزدهم، علم از رشد این نمایش‌ها حمایت می‌کرد، اما در قرن بیستم، پزشکی شدن ناهنجاری‌های انسانی باعث از بین رفتن جذابیت و رمز و راز این نمایش‌ها شد.

## پی.تی. بارنوم
پی.تی. بارنوم به عنوان پدر تبلیغات مدرن و یکی از مشهورترین نمایش‌دهندگان و مدیران صنعت نمایش‌های عجیب‌الخلقه شناخته می‌شود. او نقش مهمی در محبوب کردن این سرگرمی در آمریکا داشت. با این حال، بسیاری از نمایش‌های بارنوم حقه و دروغ بودند. بارنوم از اخلاق نادرست کار خود آگاه بود و می‌گفت: «من به فریب دادن مردم اعتقاد ندارم، اما به جذب کردن و سپس راضی کردن آن‌ها اعتقاد دارم.» در دهه ۱۸۴۰، بارنوم موزه خود را راه‌اندازی کرد که برنامه‌های نمایش متغیر دائمی داشت، از جمله افراد چاق، «اسکلت‌های زنده» (مردان بسیار لاغر)، افراد کوچک، غول‌ها و افراد دیگری که به عنوان عجیب‌الخلقه شناخته می‌شدند. این موزه سالانه حدود ۴۰۰ هزار بازدیدکننده جذب می‌کرد.
موزه آمریکایی بارنوم یکی از محبوب‌ترین موزه‌های نیویورک برای نمایش عجایب بود. در سال ۱۸۴۱، بارنوم این موزه را خریداری کرد و عجایب را به جاذبه اصلی آن تبدیل کرد. بارنوم به خاطر تبلیغات تهاجمی و داستان‌های عجیب و غریب دربارهٔ نمایشگاه‌های خود مشهور بود. نمای بیرونی موزه با بنرهای رنگارنگ و یک گروه موسیقی تزئین شده بود. موزه آمریکایی بارنوم علاوه بر سرگرمی، تلاش می‌کرد تا بازدیدکنندگان طبقه کارگر را آموزش دهد و ارتقا بخشد. بارنوم یک بلیط ارائه می‌کرد که ورود به سخنرانی‌ها، اجراهای تئاتری، باغ‌وحش و نمایشگاه‌های زنده و غیرزنده را تضمین می‌کرد.
یکی از نمایش‌های بارنوم حول محور چارلز شروود استراتون، کوتوله معروف به «ژنرال تام سام» بود که در آن زمان ۴ سال سن داشت اما گفته می‌شد ۱۱ ساله است. رشد چارلز پس از ۶ ماهگی متوقف شده بود و در آن زمان ۶۴ سانتی‌متر قد و ۶٫۸ کیلوگرم وزن داشت. با آموزش‌های سنگین و استعداد ذاتی، به این پسر یاد داده شد که از هرکول تا ناپلئون بناپارت تقلید کند. در ۵ سالگی، او برای سرگرمی عموم شراب می‌نوشید و در ۷ سالگی سیگار می‌کشید. در طول سال‌های ۱۸۴۴–۱۸۴۵، بارنوم با تام سام به اروپا سفر کرد و با ملکه ویکتوریا ملاقات کرد که از مرد کوچک هم سرگرم و هم متأثر شد و این رویداد یک موفقیت تبلیغاتی بود. بارنوم به استراتون مبلغ قابل توجهی، حدود ۱۵۰ دلار در هفته، پرداخت می‌کرد. وقتی استراتون بازنشسته شد، در محترم‌ترین محله نیویورک زندگی می‌کرد، صاحب یک قایق تفریحی بود و بهترین لباس‌هایی را که می‌توانست بخرد، می‌پوشید.
در سال ۱۸۶۰، موزه آمریکایی سیزده مورد از عجایب انسانی را در موزه فهرست و بایگانی کرده بود، از جمله یک خانواده مبتلا به زاالی، آزتک‌های زنده، سه کوتوله، یک مادر سیاه‌پوست با دو فرزند زال، بانوی سوئیسی ریش‌دار، پسران چاق کوهستانی و "آن چیست؟" (هنری جانسون، یک مرد سیاه‌پوست دارای ناتوانی ذهنی). بارنوم «مرد-میمون» ویلیام هنری جانسون، یک کوتوله سیاه‌پوست مبتلا به کوچک‌سری که به زبانی مرموز که توسط بارنوم ایجاد شده بود صحبت می‌کرد و به زیپ کله‌کاجی معروف بود را معرفی کرد. در سال ۱۸۶۲، او ان سون غول‌پیکر و کومودور نات، یک تام سام جدید را کشف کرد که با آن‌ها به دیدار رئیس‌جمهور آبراهام لینکلن در کاخ سفید رفت. در طول جنگ داخلی آمریکا، موزه بارنوم مخاطبان زیادی را که به دنبال سرگرمی در زمان جنگ بودند، جذب کرد.
محبوب‌ترین و پرفروش‌ترین نمایش بارنوم، مرد خالکوبی شده، گاپیتان جورج کاستنتوس بود. او ادعا می‌کرد که یک شاهزاده یونانی-آلبانیایی است که در یک حرم‌سرای ترکی بزرگ شده است. او ۳۳۸ خالکوبی داشت که بدنش را پوشانده بود. هر کدام از آن‌ها با جزئیات طراحی شده بود و داستانی را روایت می‌کرد. داستان او این بود که او در یک سفر نظامی بود اما توسط مردم بومی اسیر شد و به او این انتخاب را دادند که یا به قطعات کوچک خرد شود یا تمام بدن خود را خال‌کوبی کند. این فرایند ظاهراً سه ماه طول کشید و کاستنتوس تنها گروگانی بود که زنده ماند. او یک کتاب ۲۳ صفحه‌ای تولید کرد که جزئیات هر جنبه از تجربه او را شرح می‌داد و جمعیت زیادی را به خود جلب می‌کرد. وقتی کاستنتوس با بارنوم همکاری کرد، شروع به کسب بیش از ۱۰۰۰ دلار در هفته کرد. ثروت او به قدری سرسام‌آور شد که «نیویورک تایمز» نوشت: «او انگشترهای الماس بسیار زیبا و جواهرات دیگری می‌پوشد که ارزش کل آن‌ها حدود ۳۰۰۰ دلار است [۹۴۶۹۹ دلار در سال ۲۰۲۴] و معمولاً برای محافظت از خود در برابر افرادی که ممکن است سعی در سرقت از او داشته باشند، مسلح می‌رود.» اگرچه کاستنتوس خوش شانس بود، اما دیگر عجیب‌الخلقه‌ها اینطور نبودند. پس از مرگ او در سال ۱۸۹۱، او حدود نیمی از درآمد زندگی خود را به دیگر عجیب‌الخلقه‌هایی که به اندازه او پول در نیاورده بودند، اهدا کرد.
یکی از مشهورترین حقه‌های بارنوم در اوایل کارش رخ داد. او یک برده سابق نابینا و فلج را با پرداخت ۱۰۰۰ دلار استخدام کرد. او ادعا کرد که این زن ۱۶۰ سال سن دارد، اما در واقع او تنها ۸۰ سال داشت. این دروغ به بارنوم کمک کرد تا سود هفتگی تقریباً ۱۰۰۰ دلار داشته باشد. این حقه یکی از اولین‌ها بود، اما یکی از متقاعدکننده‌ترین‌ها بود.
بارنوم در سال ۱۸۶۵ پس از سوختن موزه‌اش بازنشسته شد. اگرچه بارنوم برای بهره‌برداری از افراد مورد انتقاد قرار گرفت و هنوز هم می‌گیرد، اما او به اجراکنندگان مبالغ قابل توجهی پرداخت می‌کرد. برخی از نمایش‌ها درآمدی معادل درآمد برخی از ستاره‌های ورزشی امروزی داشتند.

## تام نورمن
همتای انگلیسی بارنوم، تام نورمن بود، یک شومن مشهور ویکتوریایی که نمایشگاه‌های سیار او شامل الیزا جنکینز «زن اسکلت»، «نوزاد سر بالن» و زنی که در نمایش عجایب اجرا می‌کرد - «وحشتناک‌ترین» نمایشی که نورمن ادعا می‌کرد دیده بود. سایر نمایش‌ها شامل کک‌ها، زنان چاق، غول‌ها، کوتوله‌ها و ملوانان سفیدپوست بازنشسته بودند که سیاه رنگ شده و به یک زبان ساختگی صحبت می‌کردند و به عنوان «وحشی‌های زولو» معرفی می‌شدند. او «خانواده‌ای از midgetها» را به نمایش گذاشت که در واقع از دو مرد و یک نوزاد قرضی تشکیل شده بود. او چندین مغازه در لندن و ناتینگهام اداره می‌کرد و نمایش‌های سیار را در سراسر کشور به نمایش می‌گذاشت.
مشهورترین نمایش او در سال ۱۸۸۴ اتفاق افتاد، زمانی که نورمن با جوزف مریک، که گاهی اوقات «مرد فیل‌نما» نامیده می‌شد، یک مرد جوان اهل لستر با ناهنجاری‌های شدید، تماس گرفت. مریک به لندن آمد و تحت مراقبت نورمن قرار گرفت. نورمن، که در ابتدا از ظاهر مریک شوکه شده بود و تمایلی به نمایش او نداشت، با این حال او را در مغازه پنی گاف خود در ۱۲۳ Whitechapel Road، درست روبروی بیمارستان لندن، به نمایش گذاشت. به دلیل نزدیکی به بیمارستان، این مغازه دانشجویان پزشکی و پزشکان را به عنوان بازدیدکننده می‌پذیرفت. یکی از این افراد یک جراح جوان به نام فردریک تروس بود که ترتیب داد تا مریک را برای معاینه به بیمارستان بیاورند. نمایش مرد فیل‌نما نسبتاً موفق بود، به ویژه با درآمد اضافی حاصل از یک جزوه چاپی دربارهٔ زندگی و شرایط مریک.
با این حال، در این زمان، افکار عمومی دربارهٔ نمایش‌های عجیب‌الخلقه شروع به تغییر کرد و نمایش جدیدهای انسانی به عنوان امری ناخوشایند تلقی می‌شد. پس از تنها چند هفته با نورمن، نمایش مرد فیل‌نما توسط پلیس تعطیل شد و نورمن و مریک از هم جدا شدند. تروس بعداً ترتیب داد تا مریک تا زمان مرگش در سال ۱۸۹۰ در بیمارستان لندن زندگی کند. در خاطرات تروس در سال ۱۹۲۳، «مرد فیل‌نما و خاطرات دیگر»، نورمن به عنوان یک فرد الکلی که بی رحمانه از مریک بهره‌برداری می‌کرد، بدنام شد. نورمن در نامه‌ای به روزنامه «نمایشگاه جهانی» در همان سال و همچنین در زندگی‌نامه خود، این ادعاها را رد کرد. نظر نورمن این بود که او برای مریک (و سایر نمایش‌هایش) راهی برای امرار معاش و استقلال فراهم کرد، اما با ورود به بیمارستان لندن، مریک همچنان یک فرد عجیب‌الخلقه در معرض نمایش بود، فقط بدون کنترل بر نحوه یا زمان مشاهده او.

## موزه دایم
یک روش دیگر برای نمایش افراد عجیب‌الخلقه، استفاده از «موزه دایم» (Dime Museum) بود. در این موزه‌ها، افراد عجیب‌الخلقه به عنوان نمایشگاهی آموزشی از افراد دارای معلولیت‌های مختلف به نمایش گذاشته می‌شدند. بینندگان با پرداخت مبلغی اندک، می‌توانستند از دیدن نمایش‌های ژرفانما، سراسرنما، زمین‌نما، گیتی‌نما، نقاشی‌ها، یادگاری‌ها، حیوانات تاکسیدرمی شده، جانوران در قفس، مجسمه‌های مومی و اجراهای نمایشی لذت ببرند. هیچ نوع سرگرمی دیگری پیش از این، چنین طیف گسترده‌ای از مخاطبان را جذب نکرده بود.
در دهه ۱۸۷۰، موزه‌های دایم رشد کردند و در دهه‌های ۱۸۸۰ و ۱۸۹۰ به اوج خود رسیدند و در سراسر کشور در دسترس همه قرار گرفتند. شهر نیویورک با داشتن منطقه‌ای تفریحی که شامل باغ‌های بیرگارتن آلمانی، تئاترها، فروشندگان، استودیوهای عکاسی و سایر موسسات تفریحی می‌شد، به عنوان پایتخت موزه‌های دایم با داشتن بیشترین تعداد این موزه‌ها در جهان شناخته می‌شد.
نمایش‌های عجیب‌الخلقه جاذبه اصلی بیشتر موزه‌های دایم در طول سال‌های ۱۸۷۰ تا ۱۹۰۰ بودند و افراد عجیب‌الخلقه به عنوان پادشاه سرگرمی‌های موزه شناخته می‌شدند. چهار نوع ناهنجاری انسانی در موزه‌های دایم به نمایش گذاشته می‌شد: عجایب طبیعی، کسانی که با ناهنجاری‌های جسمی یا ذهنی متولد شده‌اند، مانند کوتوله‌ها و «سرسنجاقی‌ها»؛ عجایب خودساخته که عجیب‌الخلقه بودن را پرورش می‌دادند، به عنوان مثال افراد خالکوبی شده؛ هنرمندان جدید که به خاطر اجراهای «عجیب‌الخلقه» خود، مانند مارگیرها، هیپنوتیزم‌کننده‌ها و آتش‌خوارها، عجیب‌الخلقه در نظر گرفته می‌شدند؛ و عجایب غیر غربی که به عنوان کنجکاوی‌های عجیب و غریب تبلیغ می‌شدند، به عنوان مثال وحشی‌ها و آدمخوارها که معمولاً تبلیغ می‌شدند اهل آفریقا هستند. بیشتر موزه‌های دایم در سالن‌های کنجکاوی صندلی نداشتند. بازدیدکنندگان توسط یک سخنران که نقش او مجری مراسم بود، از سکویی به سکوی دیگر هدایت می‌شدند. در طول اجرای خود، سخنران، که به «پروفسور» نیز معروف بود، با توصیف عجایب به نمایش گذاشته شده در مراحل مختلف، توجه مخاطبان را به خود جلب می‌کرد. سخنران علاوه بر صدای بلند، باید جذبه و قدرت اقناع نیز داشته باشد. سبک بلاغی او معمولاً به سبک سنتی تحریف شده جارچی‌های کارناوال بود که مملو از اشارات کلاسیک و کتاب مقدس بود. نمایش‌های عجیب‌الخلقه در موزه‌های دایم همچنین به مخاطبان توصیفات پزشکی ارائه شده توسط «پزشکان»، روانشناسان و سایر «متخصصان» رفتاری را ارائه می‌کردند که در آنجا حضور داشتند تا به مخاطبان کمک کنند تا یک مشکل خاص را درک کنند و موضوع یک نمایش را تأیید کنند.
در پایان قرن نوزدهم، تغییر در محبوبیت موزه‌های دایم رخ داد و این روند رو به کاهش گذاشت. مخاطبان اکنون می‌توانستند از بین طیف گسترده‌ای از سرگرمی‌های محبوب انتخاب کنند. سیرک‌ها، نمایشگاه‌های خیابانی، نمایشگاه‌های جهانی، کارناوال‌ها و پارک‌های تفریحی شهری که همگی عجایب را به نمایش می‌گذاشتند، شروع به دور کردن کسب و کار از موزه‌های دایم کردند.

## سیرک
در دنیای سیرک، نمایش‌های عجیب‌الخلقه‌ها، که به آن‌ها نمایش‌های فرعی هم گفته می‌شد، بخش مهمی از سیرک بودند. بزرگ‌ترین نمایش‌های فرعی به معتبرترین سیرک یعنی «رینگلینگ بروز و بارنوم و بیلی» که به عنوان «سیرک بزرگ» شناخته می‌شد، متصل بودند. این سیرک نمادی از اوج این عمل و پذیرش آن در جامعه آمریکا بود.
در اوایل دهه ۱۸۰۰، افراد عجیب‌الخلقه به صورت انفرادی به سیرک‌ها پیوستند، اما این نمایش‌ها تا اواسط قرن به شکل نمایش‌های فرعی معمولی سازماندهی نشده بودند. در طول دهه ۱۸۷۰، دیدن نمایش‌های عجیب‌الخلقه در اکثر سیرک‌ها رایج بود که در نهایت سیرک را به مرکزی برای نمایش انسان‌های عجیب‌الخلقه تبدیل کرد.
در بیشتر سال ۱۸۷۶، اکثر موزه‌ها و نمایش‌های فرعی که با سیرک‌های بزرگ سفر می‌کردند، متعلق به یک شرکت بودند. تا سال ۱۸۸۰، پدیده‌های انسانی با انواع نمایش‌های سرگرمی از نمایش‌های فرعی ترکیب شدند. تا سال ۱۸۹۰، اندازه چادر و تعداد جاذبه‌های نمایش‌های فرعی شروع به افزایش کرد، به طوری که اکثر نمایش‌های فرعی در سیرک‌های بزرگ دارای دوازده تا پانزده نمایش به علاوه یک گروه موسیقی بودند. این گروه‌های موسیقی معمولاً از نوازندگان سیاه‌پوست، گروه‌های نوازنده سیاه‌پوست و گروه‌های رقصنده‌ای که لباس بومیان هاوایی را پوشیده بودند، تشکیل می‌شدند. این هنرمندان برای جذب جمعیت و ایجاد فضای جشن در داخل چادر نمایش استفاده می‌شدند.
تا دهه ۱۹۲۰، سیرک به دلیل رقابت از سوی پارک‌های تفریحی، سینماها و تورهای بِرلسک و ظهور رادیو، به عنوان یک شکل اصلی سرگرمی رو به افول بود. سیرک‌ها همچنین در طول رکود بزرگ با کاهش زیادی در تعداد تماشاگران مواجه شدند، زیرا مشکلات اقتصادی و خواسته‌های سندیکا باعث شد سیرک‌ها کمتر و کمتر مقرون به صرفه و با ارزش باشند.

## ناتوانی جسمی
در اواخر قرن نوزدهم و اوایل قرن بیستم، نمایش افراد عجیب‌الخلقه در آمریکا امری عادی بود. این نمایش‌ها به عنوان سرگرمی مناسب برای طبقه متوسط جامعه تلقی می‌شد و برای نمایش‌دهندگان که از ناتوانی این افراد برای کسب سود بهره‌برداری می‌کردند، بسیار سودآور بود.
در آن زمان، قوانینی در آمریکا وجود داشت که نمایش عمومی افراد دارای معلولیت یا ظاهری متفاوت را ممنوع می‌کرد. با این حال، نمایش‌های عجیب‌الخلقه از این قانون مستثنی بودند و به همین دلیل، برای بسیاری از افراد دارای معلولیت شدید، تنها راه امرار معاش محسوب می‌شدند. در قرن نوزدهم، شرکت در این نمایش‌ها به عنوان یک شغل آبرومندانه و جایگزینی برای گدایی، تلقی می‌شد. بسیاری از اجراکنندگان این نمایش‌ها به شهرت و ثروت دست یافتند و درآمد آن‌ها گاهی از آکروبات‌ها، هنرمندان و بازیگران هم بیشتر بود.
با این حال، بسیاری از محققان معتقدند که نمایش‌دهندگان و مدیران این نمایش‌ها از ناتوانی این افراد سوءاستفاده می‌کردند و آن‌ها را مجبور به کار زیاد و طاقت‌فرسا می‌کردند. بسیاری از اجراکنندگان مجبور بودند روزانه ۱۰ تا ۱۵ نمایش اجرا کنند و دائماً از یک موزه به موزه دیگر منتقل شوند.
در اواخر قرن نوزدهم، نگرش مردم نسبت به تفاوت‌های جسمی تغییر کرد و نمایش‌های عجیب‌الخلقه‌ها محبوبیت خود را از دست دادند. با پیشرفت علم و توضیح علمی ناهنجاری‌ها، این افراد به جای ترس و تحقیر، مورد ترحم قرار می‌گرفتند. قوانینی برای محدود کردن این نمایش‌ها تصویب شد و با ظهور سینما و تلویزیون، مردم دیگر نیازی به پرداخت پول برای دیدن این نمایش‌ها نداشتند.
علاوه بر این، جنبش حقوق معلولان نیز نقش مهمی در کاهش محبوبیت نمایش‌های عجیب‌الخلقه‌ّها داشت. بسیاری از مردم این نمایش‌ها را نادرست و سوءاستفاده از بدبختی دیگران می‌دانستند. اگرچه به این افراد دستمزد خوبی پرداخت می‌شد، اما آن‌ها همیشه از کیفیت زندگی خوبی برخوردار نبودند. به عنوان مثال، فرانک لنتینی، مرد سه پا، گفته بود: «اندام من به اندازه نگاه کنجکاو و انتقادی مردم مرا آزار نمی‌دهد.»

## امروزه

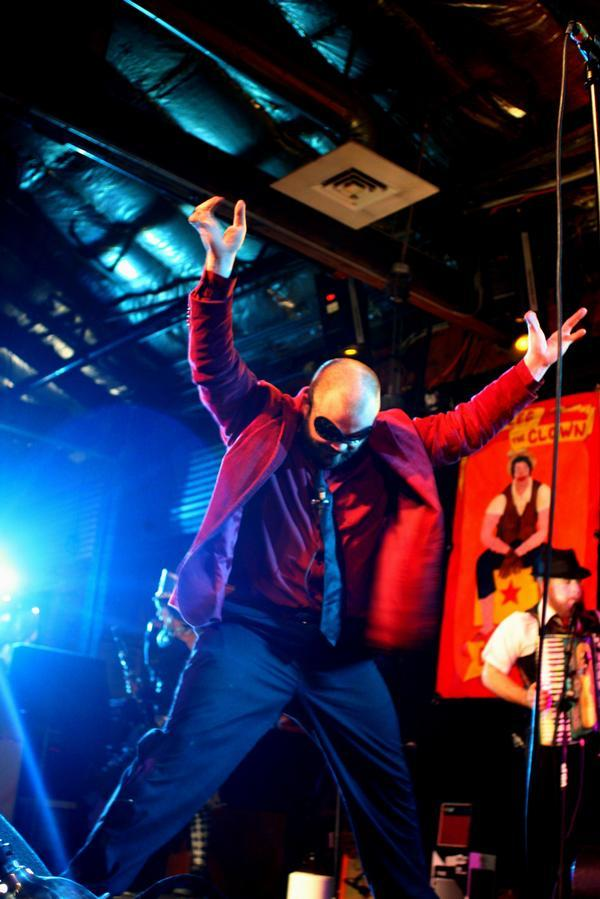
نمایش عقرب سیاه در سال ۲۰۰۷

جذابیت سرگرمی نمایش‌های عجیب‌الخلقه سنتی در برنامه‌های تلویزیونی متعددی منعکس می‌شود. به عنوان مثال، Extraordinary People در کانال تلویزیونی بریتانیایی Five و BodyShock، زندگی افراد دارای معلولیت شدید یا ناقص‌الخلقه را نشان می‌دهند و می‌توان آن‌ها را معادل امروزی نمایش‌های عجیب‌الخلقه سیرک در نظر گرفت. برای تطابق با انتظارات فرهنگی کنونی از روایت‌های معلولیت، این افراد معمولاً به عنوان قهرمان به تصویر کشیده می‌شوند و به خانواده و دوستان آن‌ها و نحوه کمک آن‌ها به غلبه بر ناتوانی‌هایشان توجه می‌شود. با این حال، کریس شاو در گاردین اظهار می‌کند: «نمایش عجیب‌الخلقه یک نفر، نمایش قهرمانی پیروزمندانه بر مشکلات پزشکی برای دیگری است» و ادامه می‌دهد: «شاید من تعصب داشته باشم، اما گمان می‌کنم که بیشتر بیست ساله‌های معمولی این نمایش را با دهانی باز از تعجب به جای اشکی در چشمانشان تماشا می‌کنند.»

## در فرهنگ عامه
نمایش‌های عجیب‌الخلقه موضوع رایجی در ادبیات گوتیک جنوبی است، از جمله داستان‌هایی مانند «معبد روح‌القدس» از فلانری اوکانر، «مرد سنگ‌شده» و «کیلا، دختر هندی طرد شده» از یودورا ولتی، «درخت شب» از ترومن کاپوتی، و «The Heart Is a Lonely Hunter» از کارسون مک‌کالرز.
موزیکال «Side Show» بر روی زندگی دیزی و ویولت هیلتون و زندگی آن‌ها به عنوان دوقلوهای به هم چسبیده در نمایشگاه تمرکز دارد.
«داستان ترسناک آمریکایی: نمایش عجایب» نیز بر نمایش‌های عجیب‌الخلقه تمرکز دارد. برخی از شخصیت‌های آن توسط افراد معلول بازی می‌شوند، نه اینکه همه معلولیت‌ها از طریق گریم یا جلوه‌های ویژه ایجاد شوند. با این حال، مقاله‌ای در «گاردین» از این نمایش انتقاد کرد و گفت که این سریال اصطلاح «عجیب‌الخلقه» و دیدگاه منفی مرتبط با معلولیت را تداوم می‌بخشد.